# 南山傈僳族乡
南山傈僳族乡，是中华人民共和国四川省凉山彝族自治州德昌县下辖的一个乡镇级行政单位。

## 行政区划
南山傈僳族乡下辖以下地区：
小南山村、杉木沟村和大田湾村。